# 3285 Рут Вульф
3285 Рут Вульф (3285 Ruth Wolfe) — астероїд головного поясу, відкритий 5 листопада 1983 року.
Тіссеранів параметр щодо Юпітера — 3,333.